# Tonsilla
Tonsilla là một chi nhện trong họ Agelenidae.